# Victòria Civera
|  | No s'ha de confondre amb Beatriu Civera. |

Victòria Civera (Port de Sagunt, València 1955) és una artista valenciana. Entre els anys 1973 i 1977, estudia a l'Escola Superior de San Carlos de València.
En les seves primeres obres, experimenta amb imatges procedents del món de la pornografia, emprades en la realització de fotomuntatges. La seva obra comença a ser coneguda en la dècada dels anys vuitanta, amb una producció englobable dins de l'àmbit artístic de l'action painting; posteriorment, la seva producció artística es decantà cap a una figuració de clar biaix neoexpressionista.
Des dels mitjans dels vuitanta, té la seva residència fixa a Nova York amb el seu marit, el també artista Juan Uslé, amb el qual de vegades treballa, alternant fotografia, fotomuntatge i pintura. El seu repertori iconogràfic actual s'ha abocat a l'àmbit de la imatge femenina i inclou noies amb aparença de fades, joves desafiadores i enigmàtiques, dones afligides i angoixades.
L'àmbit del treball escultòric de l'artista és ampli i inclou tota mena de matèries: sivelles, sabates, vestits, tot un conjunt de materials i objectes específicament femenins amb què l'artista sembla voler reflexionar sobre el paper de les dones en les societats contemporànies.
La seva obra ha estat exposada en galeries de França, Bèlgica, Itàlia i Estats Units d'Amèrica.

## Obres en museus i col·leccions
Les seves obres són presents en els museus més importants i col·leccions de l'estat espanyol:
- ARTIUM, Àlaba.
- Caixa Burgos.
- Col·lecció Banc d'Espanya.
- Col·lecció Testimoni de la "Caixa", Barcelona.
- Generalitat Valenciana. Conselleria Cultura.
- Govern de Cantàbria.
- IVAM. València.
- Museu d'Art Contemporani de Barcelona, MACBA.
- Museu Nacional Centre d'Art Reina Sofia, Madrid.
- Museu Patio Herreriano, Valladolid.
- Caixa Madrid.
- Centre d'Art Contemporani de Màlaga.